# Henryk Chmielewski
Henryk Chmielewski est un boxeur polonais né le 8 janvier 1914 et mort le 15 novembre 1998.

## Carrière
Sa carrière amateur est principalement marquée par un titre européen remporté à Milan en 1937 dans la catégorie poids moyens.

### Jeux olympiques
- Participation aux Jeux de 1936 à Berlin

### Championnats d'Europe de boxe amateur
- Médaille d'or en -72 kg 1937 à Milan, Italie